# Gymnastique aux Jeux olympiques d'été de 1952
Navigation
Londres 1948 Melbourne 1956

## Résultats hommes

### Concours par équipes
| Médaille                            | Nom | Pays             | Points |
| ----------------------------------- | --- | ---------------- | ------ |
| Médaille d'or, Jeux olympiques      | Viktor Chukarin Grant Shaginian Valentin Muratov Evgeny Korolkov Vladimir Belyakov Iosif Berdiev Mikhail Perelman Dmitri Leonkin | Union soviétique | 574.35 |
| Médaille d'argent, Jeux olympiques  | Josef Stalder Hans Eugster Jean Tschabold Jack Günthard Melchior Thalmann Ernst Gebendinger Hans Schwarzentruber Ernst Fivian    | Suisse           | 567.50 |
| Médaille de bronze, Jeux olympiques | Onni Lappalainen Berndt Lindfors Paavo Aaltonen Kaino Lempinen Heikki Savolainen Kalevi Laitinen Kalevi Viskari Olavi Rove       | Finlande         | 564.20 |

### Concours général individuel hommes
| Médaille                            | Nom             | Pays             | Points |
| ----------------------------------- | --------------- | ---------------- | ------ |
| Médaille d'or, Jeux olympiques      | Viktor Chukarin | Union soviétique | 115.70 |
| Médaille d'argent, Jeux olympiques  | Grant Shaginian | Union soviétique | 114.95 |
| Médaille de bronze, Jeux olympiques | Josef Stalder   | Suisse           | 114.75 |

### Finales par engins

#### Sol hommes
| Médaille                            | Nom            | Pays    | Points |
| ----------------------------------- | -------------- | ------- | ------ |
| Médaille d'or, Jeux olympiques      | Karl Thoresson | Suède   | 19.25  |
| Médaille d'argent, Jeux olympiques  | Jerzy Jokiel   | Pologne | 19.15  |
| Médaille d'argent, Jeux olympiques  | Tadao Uesako   | Japon   | 19.15  |
| Médaille de bronze, Jeux olympiques | -              | -       |        |

#### Cheval d'arçons hommes
| Médaille                            | Nom             | Pays             | Points |
| ----------------------------------- | --------------- | ---------------- | ------ |
| Médaille d'or, Jeux olympiques      | Viktor Chukarin | Union soviétique | 19.50  |
| Médaille d'argent, Jeux olympiques  | Grant Shaginian | Union soviétique | 19.40  |
| Médaille d'argent, Jeux olympiques  | Evgeny Korolkov | Union soviétique | 19.40  |
| Médaille de bronze, Jeux olympiques | -               | -                |        |

#### Anneaux hommes
| Médaille                            | Nom             | Pays             | Points |
| ----------------------------------- | --------------- | ---------------- | ------ |
| Médaille d'or, Jeux olympiques      | Grant Shaginian | Union soviétique | 19.75  |
| Médaille d'argent, Jeux olympiques  | Viktor Chukarin | Union soviétique | 19.55  |
| Médaille de bronze, Jeux olympiques | Dmitri Leonkin  | Union soviétique | 19.40  |
| Médaille de bronze, Jeux olympiques | Hans Eugster    | Suisse           | 19.40  |

#### Saut hommes
| Médaille                            | Nom             | Pays             | Points |
| ----------------------------------- | --------------- | ---------------- | ------ |
| Médaille d'or, Jeux olympiques      | Viktor Chukarin | Union soviétique | 19.20  |
| Médaille d'argent, Jeux olympiques  | Masao Takemoto  | Japon            | 19.15  |
| Médaille de bronze, Jeux olympiques | Takashi Ono     | Japon            | 19.10  |
| Médaille de bronze, Jeux olympiques | Tadao Uesako    | Japon            | 19.10  |

#### Barres parallèles hommes
| Médaille                            | Nom             | Pays             | Points |
| ----------------------------------- | --------------- | ---------------- | ------ |
| Médaille d'or, Jeux olympiques      | Hans Eugster    | Suisse           | 19.65  |
| Médaille d'argent, Jeux olympiques  | Viktor Chukarin | Union soviétique | 19.60  |
| Médaille de bronze, Jeux olympiques | Josef Stalder   | Suisse           | 19.50  |

#### Barre fixe hommes
| Médaille                            | Nom                | Pays      | Points |
| ----------------------------------- | ------------------ | --------- | ------ |
| Médaille d'or, Jeux olympiques      | Jack Günthard      | Suisse    | 19.55  |
| Médaille d'argent, Jeux olympiques  | Josef Stalder      | Suisse    | 19.50  |
| Médaille d'argent, Jeux olympiques  | Alfred Schwarzmann | Allemagne | 19.50  |
| Médaille de bronze, Jeux olympiques | -                  | -         |        |

## Résultats femmes

### Concours général par équipes femmes
| Médaille                            | Nom | Pays             | Points |
| ----------------------------------- | --- | ---------------- | ------ |
| Médaille d'or, Jeux olympiques      | Maria Gorokhovskaya Nina Bocharova Galina Minaicheva Galina Urbanovich Pelageya Danilova Medea Dzhugeli Ekaterina Kalinchuk                | Union soviétique | 527.03 |
| Médaille d'argent, Jeux olympiques  | Margit Korondi Ágnès Keleti Károlyné Perényi Olga Tass Erzsébet Gulyás Lászlóne Zalai Andrea Bodó Lászlóne Daruházi Edit Perényi-Weckinger | Hongrie          | 520.96 |
| Médaille de bronze, Jeux olympiques | Eva Bosáková Alena Chadimová Jana Rabasová Božena Srncová Hana Bobková Matylda Šínová Věra Vančurová Alena Reichová                        | Tchécoslovaquie  | 503.32 |

### Concours général individuel femmes
| Médaille                            | Nom                 | Pays             | Points |
| ----------------------------------- | ------------------- | ---------------- | ------ |
| Médaille d'or, Jeux olympiques      | Maria Gorokhovskaya | Union soviétique | 76.78  |
| Médaille d'argent, Jeux olympiques  | Nina Bocharova      | Union soviétique | 75.94  |
| Médaille de bronze, Jeux olympiques | Margit Korondi      | Hongrie          | 75.82  |

### Exercices d'ensemble avec agrès portatifs par équipes
| Médaille                            | Nom | Pays | Points |
| ----------------------------------- | --- | --- | ------ |
| Médaille d'or, Jeux olympiques      |     | Suède Karin Lindberg Ann-Sofi Pettersson Evy Berggren Gun Roring Göta Pettersson Ingrid Sandahl Hjördis Nordin Vanja Blomberg                             | 74.20  |
| Médaille d'argent, Jeux olympiques  |     | Union soviétique Maria Gorokhovskaya Nina Bocharova Galina Minaicheva Galina Urbanovich Pelageya Danilova Galina Shamrai Medea Jugeli Ekaterina Kalinchuk | 73.00  |
| Médaille de bronze, Jeux olympiques |     | Hongrie Margit Korondi Ágnes Keleti Edit Perényi-Weckinger Olga Tass Erzsébet Gulyás-Köteles Mária Kövi-Zalai Andrea Bodó Irén Daruházi-Karcsics          | 71.60  |

### Finales par engins

#### Saut femmes
| Médaille                            | Nom                 | Pays             | Points |
| ----------------------------------- | ------------------- | ---------------- | ------ |
| Médaille d'or, Jeux olympiques      | Ekaterina Kalinchuk | Union soviétique | 19.20  |
| Médaille d'argent, Jeux olympiques  | Maria Gorokhovskaya | Union soviétique | 19.19  |
| Médaille de bronze, Jeux olympiques | Galina Minaicheva   | Union soviétique | 19.16  |

#### Barres asymétriques femmes
| Médaille                            | Nom                 | Pays             | Points |
| ----------------------------------- | ------------------- | ---------------- | ------ |
| Médaille d'or, Jeux olympiques      | Margit Korondi      | Hongrie          | 19.40  |
| Médaille d'argent, Jeux olympiques  | Maria Gorokhovskaya | Union soviétique | 19.26  |
| Médaille de bronze, Jeux olympiques | Ágnès Keleti        | Hongrie          |        |

#### Poutre femmes
| Médaille                            | Nom                 | Pays             | Points |
| ----------------------------------- | ------------------- | ---------------- | ------ |
| Médaille d'or, Jeux olympiques      | Nina Bocharova      | Union soviétique | 19.22  |
| Médaille d'argent, Jeux olympiques  | Maria Gorokhovskaya | Union soviétique | 19.13  |
| Médaille de bronze, Jeux olympiques | Margit Korondi      | Hongrie          | 19.02  |

#### Sol femmes
| Médaille                            | Nom                 | Pays             | Points |
| ----------------------------------- | ------------------- | ---------------- | ------ |
| Médaille d'or, Jeux olympiques      | Ágnès Keleti        | Hongrie          | 19.36  |
| Médaille d'argent, Jeux olympiques  | Maria Gorokhovskaya | Union soviétique | 19.20  |
| Médaille de bronze, Jeux olympiques | Margit Korondi      | Hongrie          | 19.00  |

## Tableau des médailles

### Hommes
| Rang  | Nation           | Or | Argent | Bronze | Total |
| ----- | ---------------- | -- | ------ | ------ | ----- |
| 1     | Union soviétique | 5  | 5      | 1      | 11    |
| 2     | Suisse           | 2  | 2      | 3      | 7     |
| 3     | Suède            | 1  | 0      | 0      | 1     |
| 4     | Japon            | 0  | 2      | 2      | 4     |
| 5     | Allemagne        | 0  | 1      | 0      | 1     |
| 5     | Pologne          | 0  | 1      | 0      | 1     |
| 7     | Finlande         | 0  | 0      | 1      | 1     |
| Total | Total            | 8  | 11     | 7      | 26    |

### Femmes
| Rang  | Nation           | Or | Argent | Bronze | Total |
| ----- | ---------------- | -- | ------ | ------ | ----- |
| 1     | Union soviétique | 4  | 6      | 1      | 11    |
| 2     | Hongrie          | 2  | 1      | 5      | 8     |
| 3     | Suède            | 1  | 0      | 0      | 1     |
| 4     | Tchécoslovaquie  | 0  | 0      | 1      | 1     |
| Total | Total            | 7  | 7      | 7      | 21    |

### Confondu
| Rang  | Nation           | Or | Argent | Bronze | Total |
| ----- | ---------------- | -- | ------ | ------ | ----- |
| 1     | Union soviétique | 9  | 11     | 2      | 22    |
| 2     | Suisse           | 2  | 2      | 3      | 7     |
| 3     | Hongrie          | 2  | 1      | 5      | 8     |
| 4     | Suède            | 2  | 0      | 0      | 1     |
| 5     | Japon            | 0  | 2      | 2      | 4     |
| 6     | Allemagne        | 0  | 1      | 0      | 1     |
| 6     | Pologne          | 0  | 1      | 0      | 1     |
| 8     | Finlande         | 0  | 0      | 1      | 1     |
| 8     | Tchécoslovaquie  | 0  | 0      | 1      | 1     |
| Total | Total            | 15 | 18     | 14     | 47    |